# Stygnomma teapense
Stygnomma teapense is een hooiwagen uit de familie Stygnommatidae.